# شاهيناز مباركي
هي لاعبة جودو تونسية، لعبت في فئة الوزن الخفيف. حصلت على ميداليات ست مرات في بطولة الجودو الأفريقية، وميدالية برونزية في دورة الألعاب الأفريقية عام 2007 في الجزائر العاصمة  كما فازت بالميدالية الفضية  في دورة العاب البحر المتوسط عام 2009 في بيسكارا بايطاليا،إلا انها خسرت امام لاعبة البلد المضيف ايلينا موريتي. مثلت مباركي تونس في دورة الألعاب الأولمبية الصيفية 2008 في بكين، حيث تنافست على فئة النساء - خفيف الوزن (48 كغ). لسوء الحظ، خسرت أول مباراة في الجولة التمهيدية، من قبل «وازا-أرى» بفرق نقطتين كاملتين وأمام الأوكرانية ليودميلا لوسنيكوفا  التي قامت بتنفيذ مهارة  « morote gari» 

## روابط خارجية
- شاهيناز مباركي على موقع الفيدرالية الدولية للجودو (الإنجليزية)
- شاهيناز مباركي على موقع JudoInside.com (الإنجليزية)
- شاهيناز مباركي على موقع AllJudo.net (الفرنسية)
- شاهيناز مباركي على موقع اللجنة الأولمبية الدولية (الإنجليزية)
- شاهيناز مباركي على موقع أوليمبيديا (الإنجليزية)